# Sistema Arxivístic Valencià
El Sistema Arxivístic Valencià és el sistema arxivístic del País Valencià.

## Desenvolupament
L'actual Sistema Arxivístic Valencià és el resultat del repartiment de les competències entre la Generalitat Valenciana i l'estat espanyol i l'aprofitament els recursos de l'anterior sistema arxivístic espanyol, que seguia una organització centralista. Aquest repartiment de competències disposava que la Generalitat Valenciana tenia competència exclusiva sobre els arxius que no siguen de titularitat estatal, en els quals solament té la competència de gestió.
Abans d'aprovar-se la Llei 3/2005 d'Arxius, el Sistema Arxivístic Valencià s'articulava amb l'òrgan consultiu anomenat Consell Assessor d'Arxius i el Servei del Llibre, Arxius i Biblioteques, amb un cap de Secció d'Arxius, encarregat de la "inspecció, planificació i suport tècnic i material". Abans de l'aprovació de la Llei d'Arxius es va reclamar des dels arxivers valencians que es creara un sistema arxivístic valencià coherent.
El marc normatiu anterior a la Llei d'Arxius era l'Estatut d'Autonomia de la Comunitat Valenciana i uns decrets, resultat de la política d'arxius del primer Director General de Promoció Cultural, Emili Soler. El Servei del Llibre, Arxius i Biblioteques i el Consell Assessor d'Arxius foren creats per l'Ordre de 14 de juny de 1984 i l'Arxiu Central de la Generalitat Valenciana fou creat amb el Decret 57/1984.
La Llei 4/1998, de 11 de juny, de Patrimoni Cultural Valencià parlà del Sistema Arxivístic Valencià.
La llei autonòmica d'arxius que regularia el sistema d'arxius valencià fou la Llei 3/2005, de 15 de juny, de la Generalitat, d'Arxius. L'article 7 de la Llei 3/2005 d'Arxius estableix quins arxius i sistemes d'arxius formen el Sistema Arxivístic Valencià i en l'article 36 indica que els municipis i diputacions provincials amb més de deu mil habitants han de tindre un servei d'arxiu propi.
El 2011 s'implantà el programa informàtic de gestió d'arxius Sistema Arxivístic Valencià En Xarxa (SAVEX), desenvolupat per la Conselleria de Turisme, Cultura i Esport i presentat públicament el mes de març. A aquest programa poden incorporar-se tots els arxius d'institucions tant públiques com privades, sol·licitant-ho a la Conselleria.
El 2012, el Consell Valencià de Cultura proposà la redacció i aprovació d'un Reglament del Sistema Arxivístic Valencià per a assegurar-se del compliment de la legislació.

## Arxius que el componen
Els arxius que formen el Sistema Arxivístic Valencià són:
- Els arxius de titularitat estatal: Arxiu del Regne de València, Arxiu Històric d'Alacant, Arxiu Històric de Castelló i Arxiu Històric d'Oriola.[14]
- Els arxius de competència exclusiva de la Generalitat Valenciana: l'Arxiu Central de la Generalitat Valenciana (establert com a l'arxiu capçalera del sistema per la Llei d'Arxius[15]), l'Arxiu de les Corts Valencianes i els arxius de les Conselleries, de l'administració de justícia, els notarials i del registre de la propietat, universitaris, de les diputacions i ajuntaments i els privats.[14]

Des del 2016, l'Arxiu Històric de Ferrocarrils de la Generalitat Valenciana quedà integrat en el Sistema Arxivístic Valencià.